# Contea di Scott (Mississippi)
La contea di Scott ( in inglese Scott County ) è una contea dello Stato del Mississippi, negli Stati Uniti. La popolazione al censimento del 2000 era di 28 423 abitanti. Il capoluogo di contea è Forest.